# 粉嶺龍躍頭天后宮

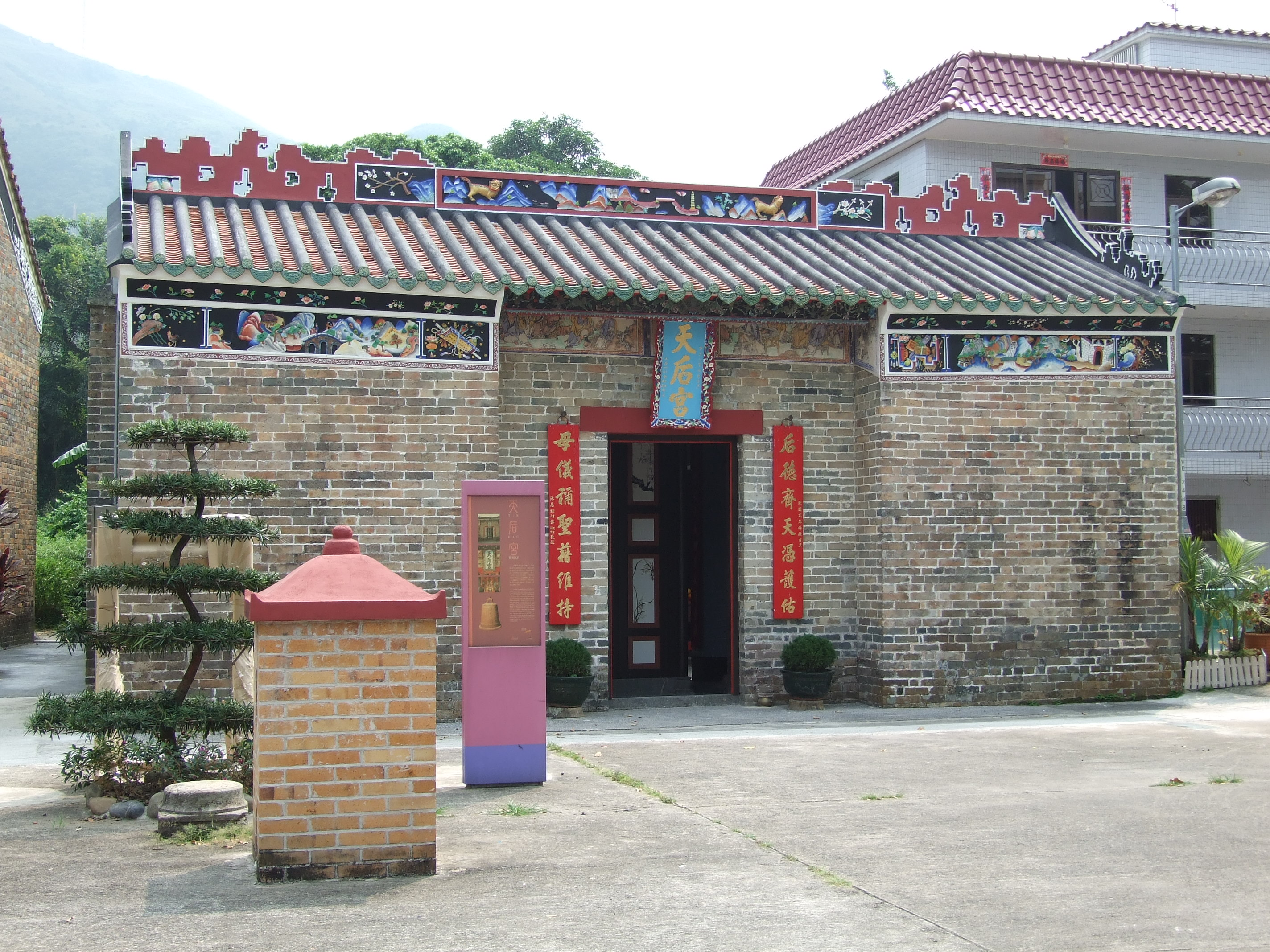
粉嶺龍躍頭天后宮

粉嶺龍躍頭天后宮座落香港新界粉嶺龍躍頭龍山西北面山麓，在老圍和祠堂村之間，位於松嶺鄧公祠旁邊，是當地的主要廟宇。天后宮於2002年11月15日被列為法定古蹟。

## 歷史
天后宮興建年份已不可考，據村中父老相傳，該廟的建造年代較松嶺鄧公祠還要早，是族人為祈求子弟應考科舉順利的廟宇。現時的規模為民國2年（1913年）修繕後的建築。

## 結構
天后宮為傳統兩進式建築，內以天井分隔，廟宇正面飾有精緻的灰塑及壁畫，寓意吉祥，門額為直書「天后宮」，門旁的對聯為「后德齊天憑護佑　母儀稱聖藉維持」。廟內正殿則供奉天后，共有1大1小兩座神像，大者為坐像供日常參拜用，而小者為外像，供慶典巡遊用，兩旁分立其侍神千里眼和順風耳。後進東面偏殿供奉土地，內置兩個銅鐘，其中一個銅鐘鑄於康熙34年（1695年），乃鄧氏族人為子投契天后的許願酬神之物；另一古鐘則於康熙39年（1700年）鑄造，為麻笏圍族人子弟出門往省城應試，祈求路上平安而酬神之物。

## 交通
可在粉嶺火車站搭乘54K小巴前往。

## 外部連結
- 古物古蹟辦事處：粉嶺龍躍頭天后宮 （页面存档备份，存于）